# Hockey Cernusco
Hockey Cernusco is een Italiaanse hockeyclub uit Cernusco sul Naviglio.
De wit-rode club werd opgericht in 1967. De club speelt bij de heren in de hoogste Italiaanse divisie (Serie A1) en werd vijfmaal Italiaans landskampioen en won tevens vijfmaal de Italiaanse beker.